# Дмитриева, Руфина Петровна
Руфи́на Петро́вна Дми́триева (урожд. Питолина; 14 сентября 1925, Пинега, Архангельская губерния — 23 июня 2001, Санкт-Петербург) — советский и российский филолог, библеист, археограф, исследователь русской средневековой книжности, издатель памятников древнерусской письменности, библиограф, лауреат премии имени А. А. Шахматова (1995).

## Биография
Родилась 14 сентября 1925 года в селе Пинега Пинежского уезда Архангельской губернии. В 1950 году окончила исторический факультет ЛГУ. Во время учёбы посещала спецкурсы и семинары Д. С. Лихачёва, что определило направление её научной деятельности. В 1953 году защитила кандидатскую диссертацию на тему «К вопросу об официальных политических идеях Русского централизованного государства („Сказание о князьях Владимирских“)» (научный руководитель — Лихачёв). В 1982 году защитила докторскую диссертацию, посвященную «Повести о Петре и Февронии». С 1954 по 1989 годы работала в ИРЛИ (Пушкинский Дом) АН СССР, где долгое время выполняла обязанности ученого секретаря Отдела древнерусской литературы.
Была замужем за Львом Дмитриевым (1921—1993) — советским литературоведом, исследователем древнерусской литературы. Умерла 23 июня 2001 года в Санкт-Петербурге.
Похоронена рядом с мужем на Серафимовском кладбище Санкт-Петербурга.

## Научная деятельность
Археограф, исследователь русской средневековой книжности, издатель памятников древнерусской письменности, библиограф.
В 1955 году вышла первая монография, посвященная «Сказанию о князьях Владимирских» (Сказание о князьях Владимирских. М.; Л., 1955).
Тогда же вышел в свет проект монографических исследований-изданий древнерусских памятников, который остается актуальным до настоящего времени. В серии исследований-изданий ею были подготовлены монографии: «Повесть о споре жизни и смерти» (М.; Л., 1964), включающую исследование истории текста, археографический обзор списков и публикацию всех редакций памятника, а также «Повесть о Петре и Февронии» (Л., 1979), ставшую образцом комплексного (текстологического, источниковедческого и историко-литературного) исследования текста и подведшую итог дискуссиям о датировке и авторстве Жития святых князя Петра и княгини Февронии Муромских. Проанализировав десятки рукописей, в том числе 2 авторских сборника, принадлежавшие книжнику XVI века Ермолаю (Еразму), подтвердила предположение о его авторстве в отношении Жития святых Петра и Февронии. С работой над этим текстом связан интерес к другим муромским памятникам: к Повести о Рязанском епископе Василии, к Житию святого князя Константина Муромского, к Житию святой Иулиании Лазаревской (Повесть об Ульянии Осорьиной), а также посвятила ряд статей и публикаций сказаниям об Унженском и Виленском крестах, а также Повести об Отроче монастыре.
В 1962 году вышла в свет «Библиография русского летописания (1674—1959 гг.).» (более 2 тыс. наименований), ставшая образцом аннотированных библиографических справочников.
В 60-70-х годах приняла участие в полемике с А. А. Зиминым по вопросу о подлинности «Слова о полку Игореве». В ходе полемики были написаны несколько работ, посвященных текстологии «Задонщины», в которых доказывала вторичность памятника по отношению к «Слову о полку Игореве».
Посвятила ряд статей анализу рукописных сборников и фактически создала традицию их изучения, работы в этой области привели к изданию серии книг «Книжные центры Древней Руси». 1-й том серии почти наполовину состоит из её работ: составила и редактировала последующие тома, писала к ним предисловия, готовила публикации памятников и статьи.
В последние годы активно занималась изучением книжной культуры Соловецкого в честь Преображения Господня мужского монастыря. Её интерес к Житию преподобных Зосимы и Савватия Соловецких и другим агиографическим произведениям, посвященным преподобным, был не случайным, поскольку в начале научной деятельности занималась «Посланием» Киевского митрополита Спиридона (Саввы) — автора Жития Соловецких преподобных. Житию преподобных Зосимы и Савватия была посвящена последняя научная работа статья «О чудесах святых, помогающих терпящим бедствие на Белом море (XV—XVII вв.)» (ТОДРЛ. 2001. Т. 52. С. 89-98).
Принимала активное участие в коллективных проектах Отдела древнерусской литературы ИРЛИ: подготовленные и откомментированные ею тексты были опубликованы в следующих изданиях:
- «Изборник: (Сборник произведений Древней Руси)» (М., 1969)
- «Памятники литературы Древней Руси», после кончины ученого — в серии «Библиотека литературы Древней Руси».

Автор большого количества статей для «Словаря книжников и книжности Древней Руси» и для "Энциклопедии «Слова о полку Игореве».
Составитель и редактор многочисленных сборников по истории древнерусской книжности, участвовала в международных конференциях славистов.

## Награды
- Премия имени А. А. Шахматова (1995) — за цикл работ «Текстологические труды в области изучения древнерусской литературы»